# Peter Silberberg
Peter Silberberg (* Dezember 1687 im Hof Heister bei Düssel; † Mai 1757 in Elberfeld (heute Stadtteil von Wuppertal)) war Bürgermeister von Elberfeld.

## Leben
Silberberg wurde als Sohn seines Vaters geboren, der ebenfalls Peter Silberberg hieß. Dieser war auf dem Hof Silberberg bei Wülfrath geboren und hatte die aus Düssel stammende Margareta Lang (1658 bis ca. 1720) geheiratet. Diese hatte von ihrem Vater den bei Düssel gelegenen Hof Heister geerbt, wo im Dezember 1687 der Sohn Peter zu Welt kam. Getauft wurde er am 27. Dezember im nahegelegenen Düssel. Er arbeitete später als Weinhändler in Elberfeld und heiratete 1717 die aus Wülfrath stammende Anna Margareta Hohdahl (1692–1777). Mit ihr hatte er neun Kinder, von denen lediglich vier das Kleinkindalter überlebten. Darunter war Johann Peter Silberberg (1726–1797), der in den Jahren 1769 und 1778 ebenfalls Bürgermeister von Elberfeld war.
Peter Silberberg selbst wurde 1738 zunächst Gemeinsmann der Stadt und im Jahr darauf Ratsverwandter. Bei der Wahl zum Bürgermeister 1741 stand er mit drei Kandidaten zu Wahl, die jeweils aus Familien stammten, die bereits zahlreiche Bürgermeister gestellt hatten. Dennoch konnte Silberberg sich als Zugezogener, dessen Frau ebenfalls mit niemand aus den alteingesessenen Familien verwandt war, durchsetzen, was ungewöhnlich und im 18. Jahrhundert bis dato in Elberfeld noch nicht vorgekommen war. Im Jahr 1742 wurde Silberberg turnusgemäß Stadtrichter von Elberfeld und im Jahr darauf nochmals Ratsmitglied. Er starb im Mai 1757 in Elberfeld und wurde am 10. Mai beerdigt.